# عروس حرب
عرائس الحرب هن نساء تزوجن أفرادا عسكريين من بلدان أخرى في أوقات الحرب أو أثناء الاحتلال العسكري، وهي ممارسة حدثت بوتيرة كبيرة خلال الحرب العالمية الأولى و‌الحرب العالمية الثانية.
ومن بين أكبر الأمثلة الموثقة وأفضل الأمثلة على ذلك الزيجات بين الجنود الأمريكيين والنساء الألمان التي حدثت بعد الحرب العالمية الثانية. وبحلول عام 1949، هاجر أكثر من 20,000 من عرائس الحرب الألمان إلى الولايات المتحدة. كما يقدر أن هناك "... 15,000 امرأة أسترالية تزوجت من جنود أمريكيين في أستراليا خلال الحرب العالمية الثانية وانتقلت إلى الولايات المتحدة الأمريكية لتكون مع أزواجهن. كما تزوج جنود التحالف من العديد من النساء في دول أخرى حيث تمركزوا في نهاية الحرب من بينها فرنسا و‌إيطاليا و‌لوكسمبورغ و‌الفلبين و‌اليابان و‌الصين. كما حدث ذلك في كوريا و‌فيتنام مع الحروب الاخيرة في تلك الدول التي تضم القوات الأمريكية والجنود الآخرين المناهضين للشيوعية.
تختلف أسباب زواج النساء من جنود أجانب وترك أوطانهم. وعلى وجه الخصوص بعد الحرب العالمية الثانية، رأت العديد من النساء في البلدان الأوروبية والآسيوية المنكوبة الزواج وسيلة للهروب من بلدانهن المدمرة.

## الحرب الأمريكية الفلبينية
بسبب التمرد الفلبيني، بعض الجنود الأمريكيين سيتخذون الفلبينيات زوجات لهم، مع وثائق في وقت مبكر يرجع إلى عام 1902 عن واحدة هاجرت مع زوجها العضو في الجيش إلى بريطانيا. هؤلاء الفلبينيات كانوا بالفعل مواطنين أمريكيين، عندما يهاجرون إلى الولايات المتحدة، مما يجعل وضعهم القانوني مختلفا بشكل كبير عن المهاجرين الآسيويين السابقين إلى الولايات المتحدة.

## عرائس الحرب في الحرب العالمية الثانية

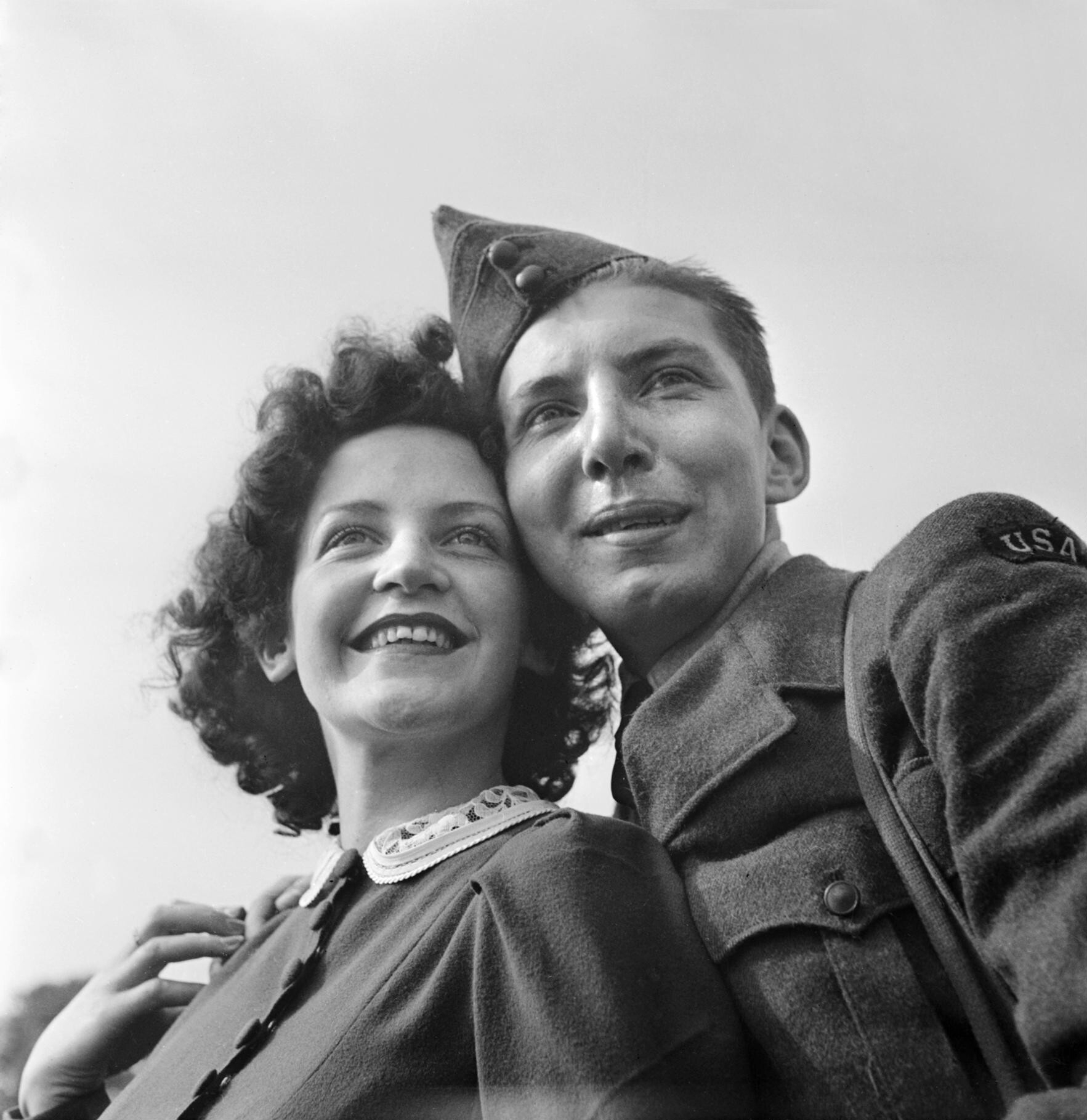
جندي أمريكي وفتاة بريطانية في بورنموث، إنجلترا، 1941.

### الولايات المتحدة
خلال الحرب العالمية الثانية وبعدها مباشرة، تزوج أكثر من 60,000 جندي أمريكي من النساء في الخارج، ووُعدوا بأن يتم السماح لزوجاتهم وأطفالهم بالمرور إلى الولايات المتحدة. بدأت «عملية عروس الحرب» في بريطانيا في أوائل عام 1946، والتي قام الجيش الأمريكي بنقل ما يقدر بنحو 70 ألف امرأة وطفل. غادرت أول دفعة من عرائس الحرب (452 امرأة بريطانية و173 طفلا وعريس واحد) ميناء ساوثهامبتون على باخرة إس إس الأرجنتين في 26 يناير 1946 ووصلت إلى الولايات المتحدة في 4 فبراير 1946. وعلى مر السنين، انتقل ما يقدر ب 300,000 من عرائس الحرب الأجانب إلى الولايات المتحدة في أعقاب إقرار قانون عرائس الحرب لعام 1945 وتعديلاته اللاحقة، منهم 51,747 من الفلبينيين و50،000 من اليابانيين.
وقالت روبين أروسميث، وهي مؤرخة أمضت تسع سنوات في إجراء بحوث عن عرائس حرب في أستراليا، إن ما بين 12,000 و15،000 امرأة أسترالية تزوجن من جنود أمريكيين زائرين وانتقلن إلى الولايات المتحدة مع أزواجهن. ومن الجدير بالملاحظة أن ما يقدر بنحو 30 ألف إلى 40 ألف امرأة من نساء نيوفاوندلاند تزوجن من جنود أميركيين أثناء فترة تواجد قاعدة إرنست هارمون للقوات الجوية (1941–1966)، حيث وصل عشرات الآلاف من الجنود الأميركيين للدفاع عن الجزيرة وأميركا الشمالية من ألمانيا النازية أثناء الحرب العالمية الثانية والاتحاد السوفيتي أثناء الحرب الباردة. إستقرت العديد من عرائس الحرب هؤلاء في الولايات المتحدة، حتى أن حكومة نيوفاوندلاند أنشأت في عام 1966 حملة سياحية مصممة خصيصا لتوفير الفرص لهم ولأسرهم من أجل لم شملهم.

### بريطانيا العظمى
جاءت بعض عرائس الحرب من أستراليا إلى بريطانيا على متن سفينة إتش.ام.اس فيكتوريوس في أعقاب الحرب العالمية الثانية. فقد غادر بريطانيا ما يقرب من 70 ألف عروس حرب أثناء الأربعينيات.

### أستراليا

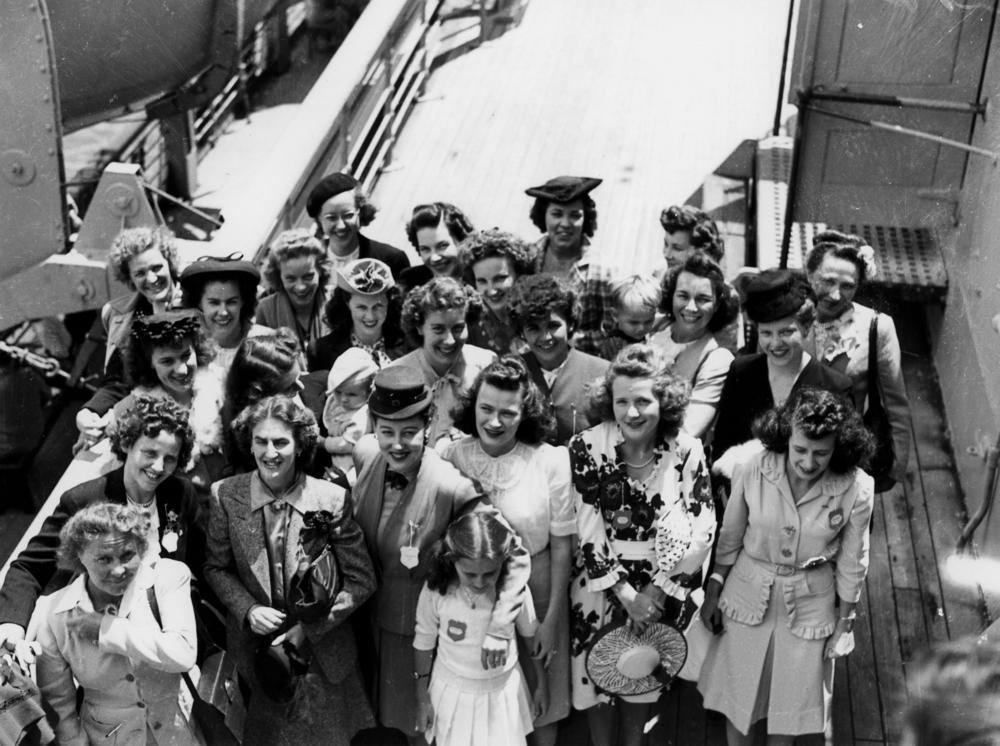
عرائس حرب إنجليز وصلوا إلى بريزبان في أكتوبر 1945

في عامي 1945 و1946، جرى تسيير عدة قطارات للعرائس في أستراليا لنقل عرائس الحرب وأطفالها المسافرين إلى السفن أو منها.
وفي عام 1948 أعلن وزير الهجرة آرثر كالويل أنه لن يسمح لأي عرائس حرب يابانيين بالاستقرار في أستراليا قائلا «أنه سيكون أفدح الأعمال منافاة للآداب العامة السماح لأي ياباني من أي من الجنسين بتلويث أستراليا» بينما لايزال أقارب الجنود الأستراليين المتوفين على قيد الحياة.
هاجر حوالى 650 من عرائس الحرب اليابانيين إلى أستراليا بعد رفع الحظر في عام 1952 عندما دخلت معاهدة سان فرانسيسكو للسلام حيز التنفيذ. وقد تزوجوا جنودا أستراليين متورطين في احتلال اليابان.

### كندا
وصل 47,783 من عرائس الحرب البريطانيين إلى كندا برفقة نحو 21,950 طفلا. ومنذ عام 1939 كان معظم الجنود الكنديين متمركزين في بريطانيا. وعلى هذا النحو فإن نحو 90% من كل عرائس الحرب القادمين إلى كندا كانوا بريطانيين. وجاء 3,000 عروس حرب من هولندا وبلجيكا ونيوفاوندلاند وفرنسا وإيطاليا وايرلندا واسكتلندا. وكان أول زواج بين جندي كندي وعروس بريطانية قد تم تسجيله في كنيسة فارنبورو في منطقة ألدرشوت في ديسمبر 1939، بعد 43 يوما فقط من وصول أول جنود كنديين. هاجر العديد من عرائس الحرب إلى كندا، بداية من عام 1944 وبلغت ذروتها في 1946. وأنشأت وزارة الدفاع الكندية وكالة كندية خاصة هي مكتب الزوجات الكنديات لترتيب النقل ومساعدة عرائس الحرب في الانتقال إلى الحياة الكندية. هبطت أغلبية العرائس في الرصيف البحري 21 في هاليفاكس، نوفا سكوتيا، على متن السفن التالية للقوات والمستشفيات: الملكة ماري، وليدي نيلسون، وليتيشيا، وموريتانيا، وإيل دو فرانس.

### إيطاليا
خلال حملة 1943–1945، كان هناك أكثر من 10,000 زواج بين نساء إيطاليات وجنود أمريكيين.
ومن العلاقات بين النساء الإيطاليات والجنود الأميركيين من أصل أفريقي، ولدت «مولاتتيني»؛ العديد من هؤلاء الأطفال تم التخلي عنهم في دور الأيتام، لأنه في ذلك الوقت لم يكن الزواج بين الأعراق قانونيا في العديد من الولايات الأمريكية.

### اليابان
تُرك عدة آلاف من اليابانيين الذين أرسلوا كمستعمرين إلى مانشوكو ومنغوليا الداخلية في الصين. كانت غالبية اليابانيين الذين تركوا في الصين من النساء، وأغلبهن تزوجن من رجال صينيين واصبحن يعرفن باسم «زوجات حرب عالقين». ولأنهن أنجبن أطفالا أنجبهم رجال صينيون، لم يسمح للنساء اليابانيات بجلب عائلاتهن الصينية إلى اليابان، لذا فقد ظل أغلبهن. القانون الياباني سمح فقط للأولاد المولودين من قبل آباء يابانيين بأن يصبحوا مواطنين يابانيين. بيد ان اليابان رفعت مؤخرا القيود المفروضة على النساء والمواطنة للأطفال المولودين لرجال أجانب، وهم يهاجرون عائدين إلى اليابان مع أزواجهم وأطفالهم الصينيين.

## الحرب الكورية
تزوجت 6,423 من الكوريات من أفراد الجيش الأمريكي كعرائس حرب خلال الحرب الكورية وبعدها مباشرة.

## حرب فيتنام
8,040 فيتنامية جاءت إلى الولايات المتحدة كعرائس حرب بين 1964 و1975.

## حروب العراق
حرب الخليج الاولى
وتسمى ايضاً بالحرب العراقية الإيرانية، أطلقت عليها الحكومة العراقية آنذاك اسم قادسية صدام بينما عُرفت في إيران باسم الدفاع المقدس (بالفارسية: دفاع مقدس)، هي حرب نشبت بين العراق وإيران من سبتمبر 1980 حتى أغسطس 1988، انتهت بلا انتصار لطرفي الصراع وقبولهما لوقف اطلاق النار، وبالرغم من ذلك خلّفت 18 الف و 500 زواج عراقيين اسرى حرب ومهجرين من نساء ايرانيات.
________________
حرب الخليج الثالثة 2003
أصبحت عرائس الحرب الناجمة عن الحروب التي أعقبت حرب فيتنام أقل شيوعا بسبب الاختلافات في الدين والثقافة، وفترات أقصر من الحروب، والأوامر المباشرة. وحتى عام 2006، قدم أفراد عسكريون أمريكيون نحو 1,500 طلب للحصول على التأشيرة من أجل الزوجات والخطيبات العراقيين. وهناك العديد من الحالات التي حظيت بتغطية إعلامية واسعة النطاق حيث يتزوج الجنود الأميركيين من النساء العراقيات.

## وصلات خارجية
- "American War Bride Experience; Fact, Stories about American War Brides"; American War World II GI Brides. website
- Luxembourg War Brides; "The Meeting of Anni Adams: The Butterfly of Luxembourg"; American War Brides. website
- Australian War Brides website
- Canadian War Brides of WW II website
- Newfoundland & Labrador War Brides website
- Canadian War Brides from Veterans' Affairs Canada website نسخة محفوظة 18 يونيو 2009 على موقع واي باك مشين.
- CBC Digital Archives – Love and War: Canadian War Brides
- Yankee boys, Kiwi girls history webpage
- Marriages from Problems of the 2NZEF (eText of Official History of New Zealand in WW II)
- New Zealand servicemen and their war brides, 1946 (photo)
- Eswyn Lyster's Canadian War Bride page – the book "Most Excellent Citizens"
- War brides of World War II reunion 2007
- Canadian War Brides of the First World War website